# 九江北站 (成都市)
九江北站位于成都市双流区九江街道成新蒲快速通道与星空路四段路口，是成都地铁17号线和19号线的一座地下车站，于2020年12月18日作为17号线车站启用。2023年9月22日，17号线与19号线拆分，九江北站成为2条线路终点站、换乘站。
本站因位于九江街道得名。

## 车站结构
本站为地下二层三柱四跨框架结构双岛式站台车站。车站长621米，标准段宽度42米。
| 地面                                            | ·    | 出口A/B/C/D |
| 地下一层                                        | 站厅 | 自助购票 客服中心 |
| 地下二层                                        | 站台 | \| \| \| 19号线往金星（明光） \| \| 島式 · ↑開左邊车门 · ↓開右邊车门 · 无障碍卫生间 \| \| \| \| \| \| 17号线下客站台 \| \| \| \| 17号线往机投桥（白佛桥） \| \| 島式 · ↑開右邊车门 · ↓開左邊车门 · 无障碍卫生间 \| \| \| \| \| \| 19号线往天府机场北[註 1]（龙桥路） \| |
|                                                 |      | 19号线往金星（明光） |
| 島式 · ↑開左邊车门 · ↓開右邊车门 · 无障碍卫生间 |      | |
|                                                 |      | 17号线下客站台 |
|                                                 |      | 17号线往机投桥（白佛桥） |
| 島式 · ↑開右邊车门 · ↓開左邊车门 · 无障碍卫生间 |      | |
|                                                 |      | 19号线往天府机场北（龙桥路） |

## 出入口
本站目前开放4个出入口。
|          |              |                                |      |
|          |              |                                |      |
| 编号     | 设施         | 指示                           | 照片 |
|          | 无障碍卫生间 | 成新蒲大道                     |      |
| 出口 · B | 无障碍电梯   | 星空路四段、石万路、成新蒲大道 |      |
| 出口 · C |              | 成新蒲大道、大井南街           |      |
| 出口 · D |              | 成新蒲大道、九龙路、九洋路     |      |

## 历史
2019年7月6日，车站主体结构封顶。

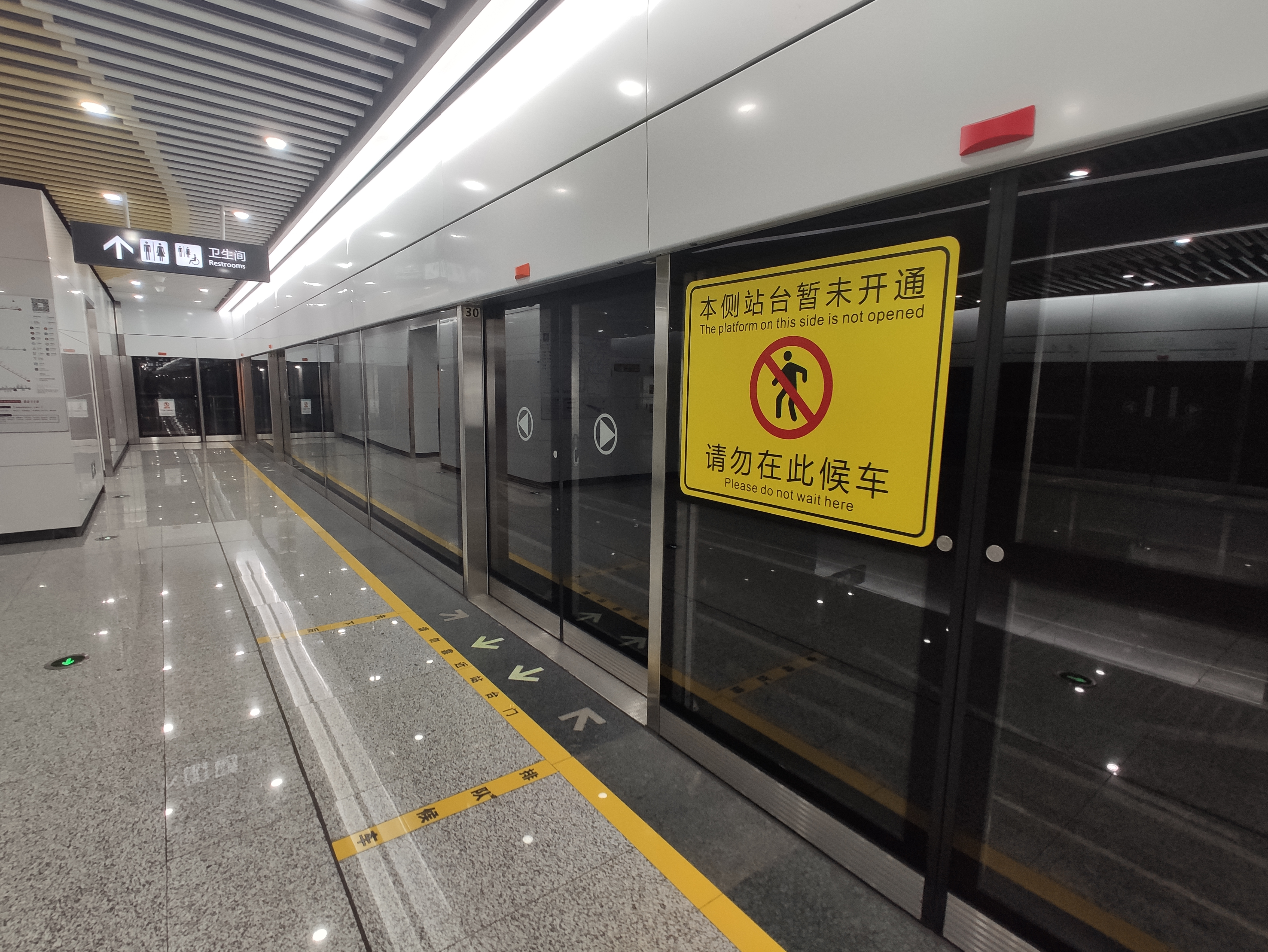
贯通运营时期，17号线一期方向站台不使用

2020年12月18日，作为17号线车站启用。2020年12月18日至2023年9月21日，17号线一期与19号线一期在此站以17号线的名义贯通运营，站台组织如下：
| 地面      |                                   | 出入口                     |            |
| 地下 一层 | 站厅层                            | 安检、售票机、卫生间       |            |
| 地下 二层 |                                   | 预留站台                   |            |
| 地下 二层 |                                   | 岛式站台，右边车门将会开启 | 洗手间标志 |
| 地下 二层 | 17号线列车往金星方向 （明光）     |                            |            |
| 地下 二层 | 预留站台                          |                            |            |
| 地下 二层 | 洗手间标志                        | 岛式站台，左边车门将会开启 |            |
| 地下 二层 | 17号线列车往机投桥方向 （白佛桥） |                            |            |

2023年9月22日，17号线与19号线拆分，九江北站成为2条线路换乘站、终点站，车站编号由1707改为1721、1907。